# Opération Diapason
L'opération Diapason est une opération militaire française réalisée au Yémen du 5 au 25 mai 1994. 
Cette opération a consisté à évacuer les ressortissants français et européens au cours de la guerre civile yéménite de 1994 par le port d'Aden (Diapason I du 5 au 9 mai) puis celui d'al-Hodeïda (Diapason II du 23 au 25 mai) de même que par le biais d'un pont aérien de l'aéroport international de Sanaa vers celui de Djibouti.

## Unités engagées
- 5e RIAOM (éléments de défense SA de la 2e Batterie)
- 13e DBLE
- Jules Verne
- Dague
- Escadron de Chasse du DA 188
- DETALAT FFDJ
- 10e BCS
- DA188 (Opérations et PA.CLA)